# Cocacolaria hauseri
Cocacolaria hauseri är en mångfotingart som beskrevs av Hoffman 1987. Cocacolaria hauseri ingår i släktet Cocacolaria, ordningen banddubbelfotingar, klassen dubbelfotingar, fylumet leddjur och riket djur. Inga underarter finns listade i Catalogue of Life.